# Iglesia de San Juan Bautista (San Juan de la Encinilla)
La Iglesia parroquial de San Juan Bautista, es un templo católico ubicado en la localidad española de San Juan de la Encinilla, en la provincia de Ávila, Castilla y León.

## Descripción

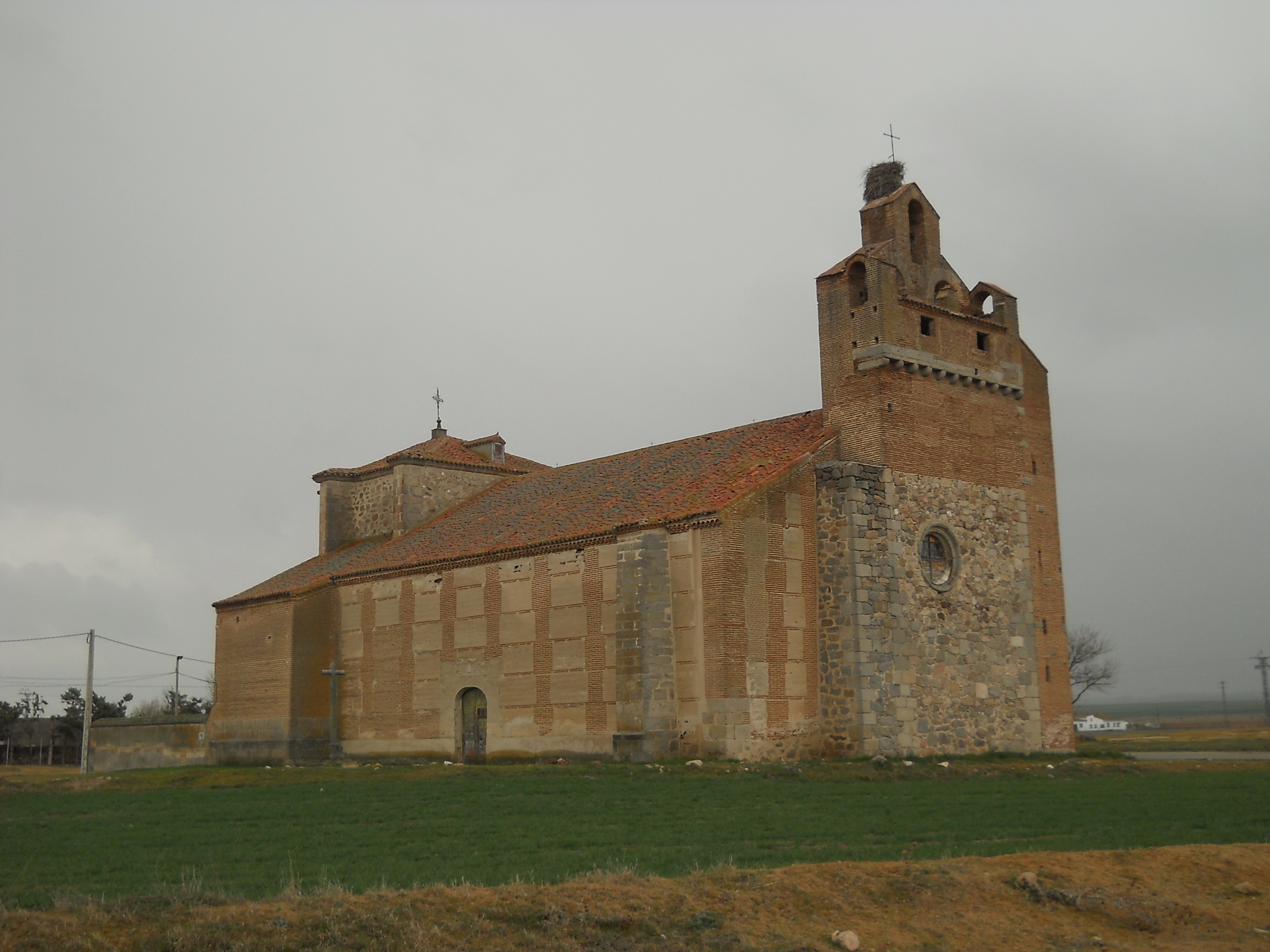

El edificio se encuentra en la salida de la población en dirección a Albornos.
Fue declarada BIC con categoría de monumento, el 14 de junio de 1982, mediante el real decreto 1755/1982 publicado en el BOE, y firmada por el Rey Juan Carlos I y la Ministra de Cultura Soledad Becerril.
Iniciada en estilo gotíco (la cabecera) y terminanda en estilo renacentista (las naves) a finales del siglo XVI. Incluye un artesonado mudéjar en la nave principal. El retablo mayor del templo está ensamblado por Cornieles de Holanda y la obra escultrica realizada por Isidro de Villoldo.